# Кавалли, Франческо
Пьетро Франческо Кавалли (итал. Pietro Francesco Cavalli, настоящее имя Пьетро Франческо Калетти (Caletti); 14 февраля 1602, Крема — 14 января 1676, Венеция) — итальянский композитор, сыгравший большую роль в развитии оперного жанра.

## Биография
Родился в Кремоне. В возрасте 14 лет, при содействии губернатора Кремоны, поступил хористом в базилику Святого Марка в Венеции, где мог учиться композиции непосредственно у Клаудио Монтеверди. Впоследствии Кавалли стал органистом базилики Санти-Джованни-э-Паоло. В 1625 году его мотет был опубликован в коллективном сборнике. По мнению современников, исполнительская манера Кавалли была близка к игре Фрескобальди. В 1639 году он стал органистом собора Святого Марка. В этом же году в театре Сан-Кассиано состоялась премьера его первой оперы.
Удачно женившись на богатой вдове, композитор занялся оперными постановками. Во многом благодаря Кавалли венецианский музыкальный театр эволюционировал от элитарного придворного развлечения к красочной и притом коммерчески успешной музыкальной народной мелодраме. К 1660 году Франческо Кавалли осуществил 26 постановок, большей частью в плодотворном сотрудничестве с либреттистом Джованни Фаустини, создав особый тип оперного представления — венецианский. С 1650-х годов его произведения становятся известными и пользуются успехом уже за пределами Венецианской республики, особенно «Эгисф» и «Ясон», завоевавшие славу самых успешных опер XVII века. Всего же между 1639 и 1672 годом он написал около 40 опер для городских театров, быстро став ведущим композитором венецианской оперной школы.
Кавалли уделял большое внимание гармонии, ритму, разнообразию модуляций и инструментовке; отойдя от преимущественно речитативного стиля своих предшественников, придал ариозному пению большую округлённость, выразительность и красоту.
В 1660 году, благодаря общеевропейской славе, был приглашён кардиналом Мазарини для работы во Франции, сочинять музыку для торжеств по случаю свадьбы Людовика XIV. В Париже опера Кавалли «Влюблённый Геркулес» (Ercole amante) встретила столь сдержанный прием на фоне явного предпочтения, оказанного музыке Люлли, что привыкший к успеху композитор поклялся больше не писать для сцены (это обещание Кавалли нарушил через несколько лет, создав несколько опер, которые можно отнести к числу его лучших).
В 1668 году Кавалли стал капельмейстером собора Святого Марка, заняв, таким образом, главный музыкальный пост Венецианской республики и обратившись к сочинению духовных произведений. В последние годы жизни Кавалли написал музыку для шести либретто. Из этих опер две так и не были поставлены, несмотря на начавшиеся репетиции. Возможно, эти произведения не соответствовали новым музыкальным тенденциям — показной вокальной виртуозности.

## Сочинения

### Оперы
- Свадьба Фетиды и Пелея (Le nozze di Teti e di Peleo) — 1639, Венеция
- Любовь Аполлона и Дафны (Gli amori d’Apollo e di Dafne) — 1640, Венеция
- Дидона (La Didone) — 1641, Венеция
- Сила любовных стрел (La virtù de' strali d’Amore) — 1642, Венеция
- Эгисф (Egisto) — 1643, Венеция
- Орминдо (L’Ormindo) — 1644, Венеция
- Дориклея (La Doriclea) — 1645, Венеция
- Ясон (Язон) (Il Giasone) — 1649, Венеция; по числу постановок (около 20) опера стала самой возобновляемой в XVII веке.
- Оримонт (L’Orimonte) — 1650, Венеция
- Ористей (L’Oristeo) — 1651, Венеция
- Розинда (La Rosinda) — 1651, Венеция
- Калисто (La Calisto) — 1652, Венеция
- Эритрея (L’Eritrea) — 1652, Венеция; около 1670 года "Эритрея" была переведена на английский язык и, возможно, стала первой итальянской оперой, поставленной в Англии.
- Делио или Веремонда, арагонская амазонка (Il Delio (La Veremonda, l’amazzone di Aragona)) — 1652, Неаполь
- Орион (L’Orione) — 1653, Милан
- Ксеркс (Il Xerse) — 1655, Венеция
- Кир (Il Ciro) — 1654, Венеция
- Эрисмена (L’Erismena) — 1655, Венеция
- Статира (Статира, принцесса персидская) La Statira (Statira principessa di Persia) — 1655, Венеция
- Артемизия (L’Artemisia) — 1657, Венеция
- Гипермнестра (L’Hipermestra) — 1658, Флоренция
- Похищение Елены (Il rapimento d’Helena (Elena)) — 1659, Венеция
- Безрассудство на троне, или Безумный Калигула (La pazzia in trono, ossia il Caligola delirante) — 1660, Венеция
- Влюблённый Геракл (Ercole amante) — 1662, Париж; опера c балетными интермедиями Жана-Батиста Люлли написана для празднеств по случаю бракосочетания Людовика XIV.
- Сципион Африканский (Scipione Africano) — 1664, Венеция
- Муций Сцевола (Mutio Scevola (Muzio Scevola)) — 1665, Венеция
- Помпей Великий (Il Pompeo Magno) — 1666, Венеция
- Гелиогабал (L’Eliogabalo) — 1667, опера при жизни автора не исполнялась и была впервые поставлена в 2004 году.
- Максенций (Massenzio) — 1673 (музыка утрачена)

## Утраченные сочинения

### Оперы
- Влюблённый Амур (L’Amore innamorato) — 1642 Венеция
- Нарцисс и Эхо, обретшие бессмертие (Narciso et Ecco immortalati) — 1642 Венеция
- Ромул и Рем (Il Romolo e’l Remo) — 1645 Венеция
- Титон (Il Titone) — 1645 Венеция
- Несчастливое благоденствие Юлия Цезаря, диктатора (La prosperità infelice di Giulio Cesare dittatore) — 1646 (не исполнялась)
- Торильда (La Torilda) — 1648 Венеция
- Эврип (L’Euripo) — 1649 Венеция
- Брадаманта (La Bradamante) — 1650 Венеция
- Армидор (L’Armidoro) — 1651 Венеция
- Антиох (L’Antioco) — 1659 Венеция
- Кориолан (Coriolano) — 1669 Пьяченца